# Pidgin vasco-algonquino
El pidgin vasco-algonquino o algonquino-vasco fue un pidgin usado por las tribus micmac, montagnais y posiblemente alguna otra tribu y por los balleneros vascos como medio de comunicación. Más tarde, los balleneros franceses que iban a las costas de Terranova y Labrador a cazar ballenas y comerciar con pieles también lo utilizaron.
Sus vocabularios probablemente fueron parcialmente micmac-montagnais y euskera, aunque al ser el gascón la lengua de prestigio en el País Vasco francés algunas palabras en este idioma también se incorporaron a ese pidgin. Aunque los vascos se asentaron en la zona en 1527 el pidgin pudo empezar a hablarse hacia 1530 y tuvo su edad dorada entre 1580 y 1635. 
Su existencia se menciona en varias fuentes contemporáneas independientes, pero tan solo unas pocas frases y menos de 30 palabras sueltas en euskera nos han llegado. En la Histoire de la Nouvelle France (1612) Lescarbot habla de cómo la gente nativa se acomodaba a ellos hablando una lengua que les era más familiar y en la que había mucho "vascuence" mezclado.

## Morfología
Las palabras del pidgin están formadas según la morfología vasca: casi todas acaban en -a. En euskera, el sufijo -a es el artículo definido singular. Un buen ejemplo de ello es la palabra kapitaina (aparentemente proviene del francés capitaine) pero en francés no aparece la -a al final de la palabra; en cambio, en euskera se dice normalmente kapitaina ("capitán" o "el capitán").

## Citas del pidgin
Esteban de Garibay, nacido en el País Vasco, en 1571 publicó un libro en Amberes y, para demostrar que el vascuence no era una lengua difícil de aprender, Garibay cita el caso de los indios del Canadá que la habían aprendido:

...puesto que los marineros de la provincia de Gipuzcoa y del señorío de Bizcaya y el País de los vascos van cada año a la tierra recientemente descubierta [Terranova] para pescar y cazar, los salvajes de aquella región aprendieron su lenguage cántabro a pesar de la breve comunicación, de tan poca duración, que mantienen con la gente de aquí una sola vez al año, durante un período de menos de tres meses. Y si esa gente privada de razón y organización es capaz de aprenderlo, cuanto más fácilmente podría la gente de vida respetable de nuestro viejo mundo.

El historiador de Lezo Lope Martínez de Isasti escribió en 1625 esto sobre la relación con las poblaciones locales:  

...en region tan remota como Terranova han aprendido los salvages montañeses con la comunicación que tienen con los marineros bascongados, que van cada año por el pescado bacalao, que entre otras cosas preguntándoles en bascuence: nola zaude, como estás: responden graciosamente: Apaizac obeto, los clérigos mejor: sin saber ellos, qué cosa es clérigo, sino por haberlo oido. Hablan y tratan con los nuestros, y ayudan á beneficiar el pescado en la ribera á trueque de algun pan bizcocho y sidra que allá no tienen ellos.

También tuvieron contacto mediante los balleneros europeos de la religión cristiana, prueba de ello es lo que le dijo un micmac a un misionero:

Noukhimami Jesus, ïagoua Khistinohimaonitou Khik hitouina caié Khiteritamouïn. Ca cataouachichien Maria ouccaonia Jesu, cacataouachichien Joseph aïamihitouinan.
Mi Señor Jesús, ¿enséñame tus palabras y tu voluntad! ¡Oh, buena María, Madre de Dios! ¡Oh, buen José! ¡Orad por mí!

Muy pocos comentarios a cerca del uso de este pidgin han llegado hasta nuestros días y contando cada testimonio con muy pocas palabras mencionadas. En 1616 un misionero jesuita notó que los amerindios de Port-Royal (Nueva Escocia) utilizaban la palabra <adesquidex> para saludar a los franceses. En 1603 un misionero francés establecido en Taduzak decía que los amerindios a los que denominaban Montagnais hacían uso de la palabra ania para saludar tan solo a los franceses, mientras que entre ellos utilizaban la palabra <nichtais>.

## Ejemplos

### Palabras sueltas
Además de las mencionadas a continuación también utilizaron unas pocas palabras del francés; garramersies (grand merci, gracias). Incluso del portugués macharoa (passaro, pájaro), chave (saber, saber). 
| Año       | Algonquino (Micmac) | Euskera           | Castellano        |
| --------- | ------------------- | ----------------- | ----------------- |
| 1603      | matachia            | txanpon           | moneda, ornamento |
| 1612      | matachiaz           | txanpon           | moneda, ornamento |
| 1613      | souricoua           | zuriko            | blanca (moneda)   |
| 1613      | pilotoua            | gidari            | piloto (de barco) |
| 1616      | adesquidex/s        | adiskide          | amigo             |
| 1616      | bascua              | euskaldun         | vasco             |
| 1616      | chabaya             | basati            | salvaje           |
| 1618      | atouray             | atorra            | camisa            |
| 1618      | baccalaos           | bakailao          | bacalao           |
| 1618      | Endia               | handi             | grande            |
| 1618      | escorken            | mozkor            | borracho          |
| 1618      | Canadaquoa          | Kanadakoa         | Canadiense        |
| 1618      | kessona             | gizona            | hombre, persona   |
| 1618      | mercatoria          | merkatari         | mercader          |
| 1618      | muschkucha          | bizkotx           | bizcocho          |
| Sin datos | ania (montagnais)   | anaia             | hermano           |
| Sin datos | capitaina           | kapitaina         | capitán           |
| Sin datos | caracona            | gari ona / ogia   | pan               |
| Sin datos | carcaria/ircay      | irri-karkara      | carcajada         |
| Sin datos | castaigne           | gaztaina/magina   | castaña           |
| Sin datos | chimonutz           | txima luze        | melena            |
| Sin datos | echpata             | ezpata            | espada            |
| Sin datos | elege               | errege            | rey               |
| Sin datos | makia               | makila            | bastón            |
| Sin datos | maria               | balea             | ballena           |
| Sin datos | martia              | marta / lepahoria | marta             |
| Sin datos | orignak             | oreinak           | alces             |
| Sin datos | tabaguia            | tapakia/aterpea   | cobertizo, tapado |
| Sin datos | barilia             | barrika           | barrica, barril   |

### Frases
- Algonquino-vasco => For mi presenta for ju biskusa eta sagarduna.
- Euskera => Bizkotxoa eta sagardoa emango dizkizut.
- Castellano => Te daré bizcocho y sidra.

'
- Algonquino-vasco => Bocata* for me attora**.

(*bocata / bucata significa colada de la ropa en euskera, y **atorra significa camisa).
- Euskera => Ikuz iezadazu atorra.

(Ikuz es lavar; Ikus es ver)
- Castellano => Lava mi camisa.

(No 'mira mi camisa')
- Algonquino-vasco => Ania, kir capitana?
- Euskera => Anaia, kapitana al zara?
- Castellano => ¿Hermano, eres el capitán?

'
- Algonquino-vasco => Ania capitana ouias amiscou.
- Euskera => Anaia, kapitana kastor haragia.
- Castellano => Hermano capitán carne de castor.
- Inglés => Brother captain beaver's meat.

'
- Algonquino-vasco => Endia chave Normandía.
- Euskera => Frantsesek gauza asko dakite.
- Castellano => Los franceses saben muchas cosas.

'
- Algonquino-vasco => Gara gara ender-quir gara gara.
- Euskera => Gerra izango dugu.
- Castellano => Tendremos guerra si seguimos así.

'
- Algonquino-vasco => Nola zaude? Apezak obeto.
- Euskera => Nola zaude? Apaizak hobeto.
- Castellano => ¿Cómo estás? Los curas mejor.

'
- Algonquino-vasco => Maloes mercatora.
- Euskera => Malo Deunakoak merkatari bidegabekoak dira.
- Castellano => Los de St. Malo son comerciantes injustos.

'

## Influencia en la toponimia de la zona
Lista de topónimos a los que dio lugar el pidgin algonquino-vasco, bien directamente o por la presencia de los micmac (que hablaban este pidgin) en estos lugares como guías de las distintas expediciones de europeos. Aunque existen muchos otros topónimos que tienen raíces de este pidgin solo se han señalado los más obvios a modo de ejemplo.
- Exafaud-aux-basqes
- Todoussac
- Les esquomins
- Anse-aux-basques
- Cicchedec
- Port-au-chois (Portutxoa)
- Port-à-port (Opor-portu)
- Por-aux-basques
- Plazentzia
- Baratxoa
- Baye de Bizkaye
- Uli-Zulo
- Burua-Aundi
- Etxalde-portu
- Igarnatxoa
- Anton portu
- Barba Zulo
- Lobeeta
- Samaded
- Fortea Bay Blanc Sdelon
- L’échourie (Urdazuri)
- Barachois (Barratxoa)
- Île aux Basques

Otro posible topónimo relacionado con el euskera sería "Ochelaga". Así denominaban los indios hurones a Montreal. Algunos expertos han descrito "Ochelaga" como ejemplo de la relación entre los vascos y los amerindios, ya que "-laga" puede ser un sufijo vasco.

## El algonquino-vasco en tiempos recientes
Este pidgin seguía en uso en 1710 ya que existe un documento citado por Peter Bakker que afirma que los indios del oeste de Canadá usaban "una espèce de langue franque, composée de basque et deux autres languages sauvages".
Algunos nombres de tribus vecinas proceden del pidgin micmac-vasco. Por otro lado palabras micmac actuales son préstamos del vasco. Como por ejemplo atlei 'camisa' (en el micmac del siglo XVII, atouray) del vasco atorra, elegewit, 'rey', del vasco errege y Plansia, 'Francia', del vasco Prantzia.